# São Sebastião do Paraíso

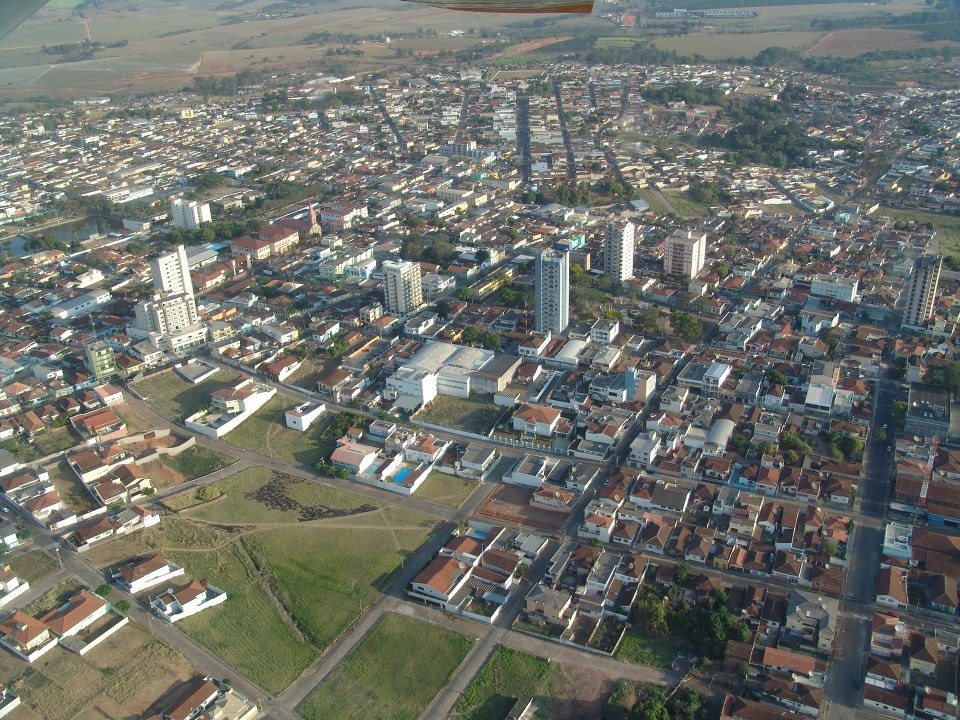
Vista aérea de São Sebastião do Paraíso.

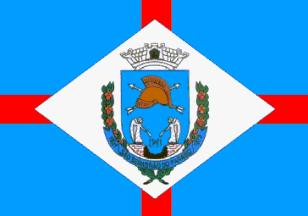
Bandera de São Sebastião do Paraíso.

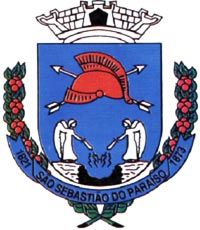
Escudo de armas de São Sebastião do Paraíso

São Sebastião do Paraíso (en español:San Sebastián del Paraíso) es un municipio brasileño ubicado en el estado de Minas Gerais, en la microrregión de mismo nombre, está en la región sur del estado, en la frontera con el Estado de São Paulo, la principal actividad económica de la ciudad es la producción de café, también es el principal cosechador de higo en Minas Gerais.

## Historia
Con la disputa provocada por el oro en el sur de Minas Gerais, esto en el final del siglo XVIII, ha surgido Jacuí (1750), ciudad madre de todas las ciudades de la región.
Con la crisis de la minería, cuyos vestigios aún se pueden ver, en los límites del perímetro urbano de esta ciudad, sus habitantes fueron dedicándose a la agricultura y a la ganadería, en una adaptación natural.
Así surgieron muchas haciendas, una de ellas la "Fazenda da Serra", propiedad de la rica familia Antunes Maciel, compuesta por descendientes de campesinos y mineros, transformados, sin embargo, en ganaderos.
Por la expansión del café de la región de Campinas para el oeste paulista, se impulsó la cultura del café en Ribeirão Preto y toda la región.
Esta proximidad con la zona productora paulista, hizo de Paraíso una de las mayores cosechadoras de café del estado, cosechando, en el final del siglo XIX, doce millones de bolsas anuales.
Por participar de la ganancia del café de la época de Pedro II hizo que la ciudad fuera destino de la llegada de inmigrantes italianos.
Todavía en 1870, fueron registrados niños de padres italianos.
Las primeras estaciones de tren, sin embargo, solo llegaron en 1910.

## Demografía
En esta ciudad han llegado muchos inmigrantes europeos en el comienzo del siglo XX, muchos de sus habitantes poseen apellidos italianos, además existen también descendientes de españoles y portugueses. La población negra también es grande y llena de manifestaciones culturales. Asimismo es posible ver la presencia de asiáticos en la ciudad, la mayoría japoneses.
IDH= 0,812 (2000)

### Etnias
| Color/Raza | Cantidad |
| ---------- | -------- |
| Blanca     | 84,6%    |
| Negra      | 4,1%     |
| Mestizos   | 11,0%    |
| Asiática   | 0,2%     |
| Indígena   | 0,1%     |

Datos: IBGE

## Clima
Desde 1961, la más baja temperatura registrada en São Sebastião do Paraíso ha sido -4,8 °C en 8 de junio de 1985, y la más alta ha sido 38,9 °C en 5 de noviembre de 1987.

## Escuelas Privadas
- Colegio Galileu
- Colegio Objetivo
- Colegio Paula Frassinetti
- Escuela Técnica de Formación Gerencial/ETFG

## Barrios
- Bela Vista
- Brás
- Centro
- Cidade Nova
- Cidade Nova II
- Conjunto Habitacional Monsenhor Mancini
- Cristo Rei
- Jardim América
- Jardim Bernadete
- Jardim Coimbra
- Jardim Coolapa
- Jardim das Acácias
- Jardim das Paineiras
- Jardim Europa
- Jardim Acapulco
- Jardim Itamaraty
- Jardim Itamaraty II
- Jardim Novo Milênio
- Jardim Ouro Verde
- Jardim São José I e II
- Jardim Planalto
- Jardim Rosentina
- Loteamento Pedro Paulino da Coas
- Lagoinha
- Mocoquinha
- Paraíso do Bosque
- Parque das Andorinhas
- Parque São Judas Tadeu
- Residencial Beldevere
- Rubens Rocha Gonçalves
- San Genaro
- Santa Tereza
- São Judas
- São Gotardo
- São Sebastião
- Veneza
- Verona
- Vila Alza
- Vila Formosa
- Vila Helena
- Vila Ipê
- Vila Mariana
- Vila Santa Maria
- Morumbí

## Ajedrez
La ciudad se ha destacado nacionalmente por el ajedrez. En septiembre de 2011 se celebró en el sitio el Campeonato Brasileño de Ajedrez Escolar, la competición más grande de ajedrez escolar del país. También se celebran diferentes campeonatos importantes en la localidad.

## Puntos Turísticos
- Casa de la Cultura
- Lagoinha (una pequeña laguna)
- Cerro del Baú
- Plaza de la Fuente
- Plaza de la Matriz
- Iglesia Matriz de San Sebastián
- Museo Napoleão Joele
- Cerro de la Mesa (donde está la frontera entre Minas Gerais y São Paulo)
- Termópolis

- Datos: Q1755708
- Multimedia: São Sebastião do Paraíso / Q1755708